# Condeau
Condeau är en kommun i departementet Orne i regionen Normandie i nordvästra Frankrike. Kommunen ligger i kantonen Rémalard som tillhör arrondissementet Mortagne-au-Perche. År 2018 hade Condeau 379 invånare.

## Befolkningsutveckling
Antalet invånare i kommunen Condeau
| Referens: INSEE |